# Вила са Кошара
Вила са Кошара српска је патриотска песма, посвећена страдалима у борби на Кошарама од 1998. до 1999. године, у којој је страдало је 108 војника, док је преко 150 рањених.

## Историја
Аутор песме је Невен Милаковић Ликота из Бара, коме је инспирација био добровољац и ратни ветеран са Косова Ненад Станић.  Он је написао и књигу песама под истоименим називом, „Вила са Кошара“ у којој се налазе још око педесет његових лирских творевина,  као што су: „Магистрала“, „Боже“, „Морао је тата да полети“, „Чуваркућа“, „Без длаке на језику“, „Ма нек’ иде живот“, „Танго лажи“,  „Његово величанство, стих“ итд. Песме је зборио један од највећих српских глумаца Петар Божовић.  Музику за песму компоновао је Невенов пријатељ Вук Поповић. Милаковић је за песму добио Златну плакету Министарства одбране Србије.
Пјесму сам посветио Ненаду Станићу, ратном ветерану са Космета, и његовим и мојим друговима.
Ненад ми је синоћ послао поруку. Вила се њему јавила, а ја сам, грешан, само преточио у ријечи. Захвалан сам му, јер ме натјерао да одем на Кошаре, да басједим са витезовима бесмртним, да сагледам своју недостојност и да се по ко зна који пут помолим за душу своју пјесмом.— Невен Милаковић, Дан ветерана, блог
Песма "Вила са Кошара" постаје симбол битке на Кошарама, а интерпретација Данице Црногорчевић доноси јој велику популарност. У Београду је 14. јуна 2019. године одржана свечана академија поводом обележавања двадесете годишњице битке на Кошарама, Даница је уз музички оркестар „Ступови“ и вокалну групу „Антерија“ извела песму „Вила са Кошара“ и управо ово извођење више од пет милиона прегледа на Јутјуб-у.  Године 2021. године, песму је отпевала на прослави Дана Безбедносно-информативне агенције (БИА). 
Године 2022. на званичном Јутјуб каналу Министарства одбране Републике Србије објављена је нова верзија песме, коју је отпевала Катарина Божић. У споту се појављују борци са Кошара и породице погинулих бораца. Редитељ спота је професор Данило Пашкван. На 108 празних столица је по једна ружа која симболизује хероје који су изгубили живот за нашу земљу.   Спот је урадила Управа за односе с јавношћу Министарства одбране и ВЦ „Застава филма“, са уметничким ансамблом „Станислав Бинички“ у сарадњи са Генералштабом ВС и Управом за традицију, стандард и ветерана МО. 

## Текст
Вила са Кошара
Крвав мјесец врх Кошара
Гробнице га српске скриле
Језним ехом мрак дамара
И јецајем горске виле

Смртним ропцем шума збори
Вратите се браћо мила
Зар вам мушки рс не кори
Посестрима ваша вила

Одсјекли јој пси увојке 
Сустигла је мрска хајка
Ал’ се не да зор ђевојка
Нагоркиња наша мајка
Но крстаче ове стражи
И аманет витезова
Јуначке им ране блажи
Старом песмом са Косова

Тихо тужи и запјева
Не навикла на окове
Ко Косовка негда дјева
Мртву браћу пјесмом зове

Вратите се соколови
Вратите се мени 'амо
Траже од нас прађедови
Да душмане ишћерамо

Дижите се див јунаци
Почивати не смијете
Треба јарам да се збаци
И да опет погинете

Нема Космет ко да брани
Трулије су њине кости
Дижите се опевани
А њима нек Бог опрости 

Они мртви свијетом ходе 
Нијесу ни били живи
Ајде браћо устај рoде
Јуриш соколови сиви

А ја гледам лијућ' сузе
Гдје нас мртви живе каде
Ко нам браћо душу узе
Сви за вилом нисмо јуде!